# Susannah Mushatt Jones
Susannah Jones, född Mushatt den 6 juli 1899 i Lowndes County i Alabama, död 12 maj 2016 i Brooklyn i New York, var en amerikansk kvinna som var världens äldsta levande människa från Jeralean Talleys död den 17 juni 2015 till sin död då italienskan Emma Morano blev äldst i världen.

## Biografi
Susannah Mushatt Jones föddes som det tredje av 11 barn. Hennes föräldrar var bönder och odlade samma mark som hennes farföräldrar. Som ung arbetade hon på fälten men var fast besluten att förbättra sin tillvaro. Den 4 mars 1922 tog hon examen vid Calhoun Boarding High School. Efter examen planerade hon att bli lärare och blev intagen till Tuskegees lärarprogram. Hennes föräldrar hade emellertid inte råd att betala skolavgifterna och 1923 flyttade hon till New York.
Susannah Mushatt Jones gifte sig 1928 med Henry Jones, men äktenskapet varade i endast fem år och hon fick inga barn. Hon arbetade därefter som barnflicka i rika familjer. Hon hjälpte under den perioden många släktingar som flyttade till New York. Hon använde en del av sin lön för att bilda The Calhoun Club, vilken var en stipendiefond för afroamerikanska studenter vid hennes för detta gymnasium. Hon var även aktiv i sitt närområde och tjänstgjorde i närmare 30 år som medlem i "hyresgästpatrullen".
Susannah Mushatt Jones gick i pension 1965 och bodde med sitt syskonbarn Lavilla Watson och hjälpte till att sköta hennes son. Susannah Jones bodde fram till sin död i Vandalia Senior Center i östra New York, Brooklyn. Hon var blind, delvis döv och rullstolsburen. Jones förlorade synen i samband med att hon drabbades av glaukom vid 100 års ålder. Jones hade aldrig rökt eller druckit alkohol. Hon sov ungefär 10 timmar per dygn. Hon berättade att anledningen till att hon levt så länge var att hon, under merparten av sitt liv, inte varit gift.